# Jiangshi
Jiangshi, također poznat kao kineski skačući vampir, ili "kineski zombi", mitsko je biće, vrsta oživljenog leša iz kineskih legendi i folklora. 
Slična mitološka bića pojavljuju se i u još nekim mitologijama dalekog istoka. 
Kineska riječ "Jiang Shi" znači "ukočeni leš". 
Jiangshi se u legendama obično opisuju kao ukočena nemrtva bića, odjevena u službenu odjeću iz dinastije Qing, a kreću se skačući, i pritom držeći ruke ispružene prema naprijed. Ubija živa bića kako bi apsorbirao njihov qi, ili "životnu snagu", obično noću, dok danju počiva u lijesu, ili se skriva na mračnim mjestima kao što su pećine.
Jiangshi legende inspirirale su žanr jiangshi horor filmova i literature u Hong Kongu i istočnoj Aziji. 
Iako se izgovor riječi "jiangshi" razlikuje u različitim istočnoazijskim zemljama, svi se odnose na kinesku varijantu "živih mrtvaca".

## Vanjske poveznice
- Jiangshi - The incredible Chinese zombie
- Chinese vampire
- Jiangshi
- Living dead myths & legends: Chinese hopping vampires
- Jiangshi - Chinese hopping vampires  Arhivirana inačica izvorne stranice od 27. prosinca 2021. (Wayback Machine)
- Hopping corpses in Chinese folklore
- Jiangshi myths